# 아타리 SA
아타리 SA(영어: Atari, SA)는 프랑스의 비디오 게임회사이다. 원래는 인포그램즈(Infogrames)라는 이름으로 세워졌으나, 1983년 비디오 게임 위기로 파산된 아타리가 임시로 살아남았다가, 아타리와 관련 지적재산권을 이 회사를 인수를 하면서, 2003년에 사명을 바꾸면서 활동 중이다.
자회사로, 아타리 주식회사 (아타리 SA 자회사)와 아타리 인티엑시티브가 있는데, 이는 임시로 세워진 아타리를 인수하여 아타리를 자회사로 총괄하거나, 지적 재산권을 관리하는 회사이기도 하다.

## 같이 보기
- 아타리